# Kakata (Meri)
Kakata est une localité du Cameroun située dans l'arrondissement de Meri, le département du Diamaré et la région de l’Extrême-Nord. Elle fait partie du canton de Tchéré.

## Population
En 1974, la localité comptait 272 habitants, des Guiziga et des Mofu.
Lors du recensement de 2005, on y a dénombré 713 personnes.